# Take Me Home, Country Roads
"Take Me Home, Country Roads", còn được gọi là "Take Me Home" hay "Country Roads", là một bài hát được Bill Danoff, Taffy Nivert và John Denver viết, lấy cảm hứng từ vẻ đẹp của Clopper Road, một con đường cũ ở Quận Montgomery, Maryland. Các thông tin địa lý của bài hát được chia sẻ bởi cả khu vực Tây Virginia và cả bang West Virginia; tuy nhiên, bài hát đã được liên kết mạnh mẽ với phần sau. Nó được phát hành dưới dạng đĩa đơn được thực hiện bởi Denver vào ngày 12 Tháng Tư năm 1971, đạt đỉnh điểm ở vị trí thứ 2 trên US Hot 100 singles của bảng xếp hạng Billboard trong tuần kết thúc ngày 28 tháng 8 năm 1971. Bài hát đã thành công khi phát hành lần đầu và được RIAA chứng nhận Vàng vào ngày 18 tháng 8 năm 1971 và Bạch kim vào ngày 10 tháng 4 năm 2017. Bài hát trở thành một trong những bài hát được yêu thích và yêu thích nhất của John Denver. Nó đã tiếp tục được bán, với hơn 1,5 triệu bản kỹ thuật số được bán tại Hoa Kỳ. Nó được coi là bài hát đặc trưng của Denver.
Bài hát có một trạng thái nổi bật là một biểu tượng mang tính biểu tượng của West Virginia, được mô tả là "gần như thiên đường". Vào tháng 3 năm 2014, nó đã trở thành một trong bốn bài quốc ca chính thức của West Virginia.

## Sáng tác
Cảm hứng cho bài hát đến trong khi vợ chồng Nivert và Danoff đang lái xe trên đường Clopper (Maryland Route 117) ở gần quận Montgomery, Maryland đến tham gia buổi gặp mặt gia đình Nivert ở Gaithersburg.

## Trong văn hóa đại chúng
Trong bộ phim năm 2017 Kingsman: Tổ chức Hoàng Kim của Matthew Vaughn, nhân vật Merlin đã hát "Take Me Home, Country Roads" trước khi chết giữa một bãi mìn.